# Acinetobacter
Acinetobacter es un género de bacterias Gram-negativas que pertenece al filo Proteobacteria. Las especies de Acinetobacter son bacilos, aerobios estrictos, no fermentadores, no móviles, oxidasa-negativos que se presentan en pares al microscopio. Se distribuyen ampliamente en la naturaleza, son importantes en el suelo y contribuyen a su mineralización. 
Acinetobacter es también una importante fuente de infección en los hospitales para los pacientes debilitados.  Son capaces de sobrevivir en diversas superficies (tanto húmedas como secas) en el ámbito hospitalario. Ocasionalmente son aislados de los productos alimenticios y algunas cepas son capaces de sobrevivir sobre diversos equipos médicos e incluso sobre la piel humana sana.
Muchas cepas de A. baumannii son multiresistentes a antibióticos, contenidos en su pequeño genoma, aislando islas de ADN extraño (significa transmisión genética desde otros organismos) y de otros materiales citoplasmáticos y genéticos; todo motiva su mayor virulencia. Acinetobacter  no tiene flagelos; su nombre en griego significa 'sin motilidad'.

## Microbiología general
Las especies del género Acinetobacter presentan predominantemente una morfología de tipo cocobacilo. Los bacilos predominan en los medios fluidos, especialmente durante el inicio del crecimiento. Sin embargo,  la morfología puede ser variable en los especímenes teñidos en el laboratorio, por lo que no se puede usar para identificar Acinetobacter de las otras causas de infección.
La mayoría de las cepas de Acinetobacter, excepto algunas de A. lwoffii, crecen bien sobre el agar MacConkey (sin sal). No fermenta la lactosa, su fuerte reacción de oxidación de lactosa es la responsable de que "parezca" que pueda fermentar parcialmente la lactosa cuando crecen sobre el agar MacConkey.
Las diferentes especies de este género se pueden identificar usando FLN (Desnitrificación Fluorescente de la Lactosa) para determinar la cantidad de ácido producido por el metabolismo de la glucosa, .

## Taxonomía
El género Acinetobacter comprende 17 especies validadas y 14 sin validar (genómicas). Algunas especies no validadas tienen denominaciones populares, mientras que otras tienen varias distintas lo que causa confusión. Todavía es bastante limitado el conocimiento de la biología y ecología de las acinetobacterias a nivel de especies, debido a la dificultad de su diferenciación. Aunque se han empleado métodos fenotípicos para la identificación de las especies, se espera que los métodos basados en secuenciacón de nucleótidos sean el método estándar de identificación en el futuro.
Sin embargo, puesto que no es posible la identificación rutinaria en los laboratorios clínicos, el género se divide y agrupa en tres complejos:
- Acinetobacter calcoaceticus-baumaniix: complejo oxidante de la glucosa no hemolítico (A. baumannii puede identificarse por OXA-51).
- Acinetobacter lwoffii: negativo a la glucosa, no hemolítico.
- Acinetobacter haemolyticus: hemolítico.

### Acinetobacter baumannii
En pocas palabras, la clasificación taxonómica de Acinetobacter es desconcertante. Sin adentrarnos en este laberinto, el género se subdivide en dos grupos: especies oxidadoras de glucosa (entre las que A. baumannii es la especie más frecuente) y especies no oxidadoras de glucosa (entre las que destaca A. lwoffli).
Las acinetobacterias son cocobacilos anchos gramnegativos
oxidasa-negativos que se desarrollan como aerobios estrictos. Crecen como saprofitos ubicuos en la naturaleza y en el entorno hospitalario. Sobreviven en las superficies húmedas, como los equipos de terapia respiratoria, y en las superficies secas como la piel del ser humano (esta última característica es rara en los bacilos gramnegativos). Estas bacterias forman también parte de la microbiota bucofaríngea normal de un pequeño número de individuos sanos, y pueden crecer hasta alcanzar un número elevado durante la hospitalización. 
Las acinetobacterias son patógenos oportunistas que pueden producir infecciones de los aparatos respiratorio y urinario, y de las heridas; también pueden causar septicemia. Los sujetos con riesgo de contraer una infección por estas bacterias son los que reciben antibióticos de amplio espectro, los que se encuentran en fase postoperatoria quirúrgica, o los sometidos a ventilación mecánica. El tratamiento de las infecciones por Acinetobacter es problemático, porque estos microorganismos, especialmente A. baumannii, son a menudo resistentes a los antibióticos. El tratamiento específico debe orientarse por las pruebas de sensibilidad in vitro, pero el tratamiento empírico frente a las infecciones graves sería un b-lactámico (p. ej., ceftacidima, imipenem) y un aminoglucósido.

## Transmisión y prevalencia
Acinetobacter entra al cuerpo por heridas abiertas, cateteres, tubos de respiración. Usualmente infecta a los comprometidos inmunodeprimidos, como los heridos, ancianos, niños con enfermedades del sistema inmune, trasplantados. Su colonización no representa ninguna amenaza para los sanos, aunque trabajadores de atención de la salud colonizados y visitantes de hospital pueden llevar la bacteria a barrios vecinos y a otras instalaciones médicas.
El número de infecciones hospitalarias causadas por A. baumannii se ha incrementado en años recientes; al igual que la mayoría de los patógenos nosocomiales (MRSA, VRSA, VRE, etc.)
Los primeros brotes militares graves de infecciones de A. baumannii  ocurrieron en abril de 2003 en soldados estadounidenses de retorno de Irak.  Los primeros reportes atribuían las infecciones al suelo iraquí.  Más tarde las pruebas bioquímicas demostraron una amplísima contaminación de hospitales de campaña, vía el transporte de personal y de equipo desde previo hospitales europeos contaminados, como el más plausible vector.

## Importancia clínica
Las especies de Acinetobacter se consideran en general no patogénicas para los individuos sanos. Sin embargo, varias especies persisten en los entornos hospitalarios y causan infecciones graves que ponen en peligro la vida de los pacientes inmuncomprometidos. El espectro de resistencia a los antibióticos de estos organismos, junto con sus capacidades de supervivencia las hacen que sea una amenaza seria para los hospitales, tal como se documenta por los brotes recurrentes incluso en los países desarrollados. La mayoría de las infecciones ocurren en individuos inmunocomprometidos, siendo la cepa A. baumannii la segunda bacteria no fermentante más frecuentemente aislada en muestras humanas.
Un factor importante para su potencial patógeno es, probablemente, una eficiente transferencia horizontal de genes, aunque este mecanismo de momento solo ha sido observada y analizada en Acinetobacter baylyi, una especie que vive en el suelo que nunca se ha asociado con infecciones.
Acinetobacter es frecuentemente aislado en infecciones nosocomiales y es especialmente frecuente en las unidades de cuidados intensivos, donde tanto los casos esporádicos como los epidémicos y endémicos son comunes. A baumannii es una causa frecuente de neumonía nosocomial, sobre todo asociada a la ventilación mecánica.  Puede causar otras infecciones incluidas infecciones de la piel y de las heridas, bacteriemia y meningitis, pero A. lwoffi es el principalmente responsable de este última. A. baumannii puede sobrevivir en la piel humana o superficies secas por semanas.
Se ha descubierto que el etanol estimula la virulencia de A. baumannii en los estudios del modelo del huésped meiofaunal. Se ha comprobado en gusanos nemátodos infectados por A. baumannii que la aplicación de etanol reduce su tiempo de vida y disminuye el número de huevos.
Desde el comienzo de la guerra de Irak, más de 700 soldados de EE. UU. han sido infectados por A. baumannii. 

## Tratamiento
Las especies de Acinetobacter son resistentes naturalmente a muchos tipos de antibióticos, incluida la penicilina, cloranfenicol y a menudo los aminoglucósidos. Se ha informado de la resistencia a fluoroquinolonas durante la terapia y esto también ha dado lugar a un aumento de resistencia a otras clases de drogas a través del reflujo activo. El CDC ha informado de un aumento espectacular de la resistencia a los antibióticos en cepas de Acinetobacter y los carbapenem son reconocidos como el último recurso.
Más preocupante es el aumento de la resistencia a los carbapenem, que deja muy pocas opciones de tratamiento si bien se han conseguido algunos éxitos con polimixina B, así como el uso de nuevas combinaciones de antibióticos. Las especies de Acinetobacter son inusuales en el sentido de que son sensibles al sulbactam. Esta sustancia se usa normalmente para inhibir la lactamasa bacteriana, pero este es un ejemplo de la propiedades antibacterianas del sulbactam.
Algunos informes sugieren que esta bacteria es susceptible a la terapia con fagos. Fagos dirigidos contra Acinetobacter mostraron una notable actividad lítica tanto in vitro como in vivo: tan sólo 100 ufp de fagos protegieron a los ratones frente a Acinetobacter. También pueden ser atacados con Tigeciclina, Colistina o Linezolid, aunque no se garantiza su funcionamiento
La institución de medidas estrictas de control general de infecciones, como el monitoreo bacteriológico de la higiene de manos, puede bajar la tasa de infecciones hospitalarias.
El monitoreo terapéutico (TDM por sus siglas en inglés: Therapeutic Drug Monitoring) de los aminoglucósidos (por ej. amikacina y gentamicina) puede ser una herramienta importante para individualizar y así optimizar los tratamientos farmacológicos. Sobre la base de la aplicación adecuada del TDM y criterios farmacocinético clínicos sería posible disminuir la probabilidad de aparición de eventos adversos y aumentar la probabilidad de obtener los efectos clínicos - infectológicos deseados.

## Biotecnología
Muchas de las características de Acinetobacter, ecología, taxonomía, fisiología y genética apuntan a la posibilidad de explotación de sus características únicas para aplicaciones biotecnológicas. Las cepas de Acinetobacter son a menudo omnipresentes, muestran una gran versatilidad metabólica, son robustas y algunas son adecuadas para los sistemas modernos de manipulación genética molecular. Estas características están siendo explotadas en diversas aplicaciones biotecnológicas incluyendo la biodegradación y biorremediación, la producción de lípidos y péptidos, ingeniería de enzimas, producción de biosurfactantes y biopolímeros y la ingeniería de nuevos productos derivados de estos productos.  Se prevé que los avances en estos campos ampliarán la gama de aplicaciones de la biotecnología moderna para Acinetobacter.